# Allennes-les-Marais
Allennes-les-Marais là một xã của tỉnh Nord, thuộc vùng Hauts-de-France, miền bắc nước Pháp.